# Eduard Korrodi
Eduard Korrodi (* 20. November 1885 in Zürich; † 4. September 1955 ebenda) war ein Schweizer Journalist, Essayist und Literaturkritiker.

## Leben
Eduard Korrodi, Sohn eines Lehrers, besuchte die Schulen in Zürich und das Kollegium Maria Hilf in Schwyz. Sein Studium der Germanistik schloss er 1912 an der Universität Zürich ab; er promovierte bei Adolf Frey über Conrad Ferdinand Meyer.
Er war zuerst als Gymnasiallehrer tätig, dann von 1914 bis 1950 als Feuilletonchef der Neuen Zürcher Zeitung (NZZ), wo er den Ruf eines Schweizer «Literaturpapstes» erlangte (neben dem «Berner Literaturpapst» Otto von Greyerz). Als solcher forderte er zunächst den Abschied vom «Seldwyler Geist», kritisierte aber zunehmend alle Autoren, die formal-literarisch neue Wege beschritten oder die er politisch links neben seiner Linie ortete. Seine Angriffe richteten sich etwa gegen Jakob Bührer, Walter Muschg oder Albin Zollinger. Der von ihm «entdeckte» Max Frisch nannte ihn später einmal das «literarische Bundesgericht». 1920 verärgerte er mit der «Enttarnung» des Demian-Pseudonyms Emil Sinclair Hermann Hesse. 1936 provozierte er mit einem Artikel über die deutsche Exilliteratur eine Entgegnung Thomas Manns. In einem offenen Brief An Eduard Korrodi, der am 3. Februar in der NZZ erschien, verteidigte Mann die von Korrodi kritisierten Exilschriftsteller und nahm erstmals seit 1933 öffentlich gegen das nationalsozialistische Deutschland Stellung.
Sein Wirken als Kritiker wurde 1989 in einer Dissertation aufgearbeitet.

## Werke
- Enrica von Handel-Mazzetti. Die Persönlichkeit und ihr Dichterwerk. Alphonsus, Münster 1909.
- C. F. Meyer-Studien. Hermann Haessel, Leipzig 1912.
- Das poetische Zürich. Miniaturen aus dem 18. Jahrhundert. (mit Robert Faesi). Lesezirkel Hottingen, Zürich 1913.
- Schweizerische Literaturbriefe. Huber, Frauenfeld 1918.
- Die junge Schweiz. (als Herausgeber) Rascher, Zürich 1919.
- Gottfried Keller. Ein deutscher Lyriker. Hesse & Becker, Leipzig 1920.
- Schweizerdichtung der Gegenwart. Haessel, Leipzig 1924.
- Geisteserbe der Schweiz. Schriften von Albrecht von Haller bis Jacob Burckhardt. (als Herausgeber). Rentsch, Erlenbach 1929; 2. vollst. umgearb. A. ebd. 1943.
- Annemarie Schwarzenbach und Hans Rudolf Schmid: Das Buch von der Schweiz. Ost und Süd. Reihe: Was nicht im „Baedeker“ steht (Bd. XV), (als Herausgeber), Piper Verlag, München 1932.
- Deutsch-schweizerische Freundschaft. Briefe aus zwei Jahrhunderten. Niehans, Zürich 1934
- Schweizer Biedermeier. Ausgewählte Geschichten von David Heß und Rodolphe Toepffer. (als Herausgeber). Atlantis, Zürich 1936.
- Goethe im Gespräch. (als Herausgeber). Manesse, Zürich 1944; Nachdruck 1985.
- „Traute Heimat meiner Lieben“. Ein Lebensbild des Dichters Johann Gaudenz von Salis-Seewis. Tschudy, St. Gallen 1950.
- Kostbarkeiten deutscher Lyrik. Ein besinnliches Brevier. (mit Hans Huber). Huber, Bern 1950.
- Erlebte Literatur. VOB, Olten 1952
- Aufsätze zur Schweizer Literatur. Hrsg. v. Heinz Weder. Huber, Bern 1962.
- Ausgewählte Feuilletons. (mit ausführlicher Bibliografie), hrsg. von Helen Münch-Küng. Chronos, Zürich 1995, ISBN 3-0340-0818-X.